# گوایاکیل
گوایاکیل (اسپانیایی: Guayaquil) با نام رسمی سانتیاگو ده گوایاکیل، مرکز استان گوایاس اکوادور است. این شهر با جمعیتی بالغ بر ۲/۷ میلیون نفر اولین شهر بزرگ اکوادور است. ناحیه شهری گوایاکیل و حومه با بیش از ۳/۵ میلیون ساکن پرجمعیت‌ترین ناحیه شهری کشور است. خلیج گوایاکیل در نزدیکی این شهر واقع است.

## جغرافیا
این شهر بزرگ‌ترین شهر اکوادور و اصلی‌ترین بندر آن به حساب می‌آید و از پایتخت اکوادور (کیتو) نیز بزرگ‌تر است.
پارک‌های جنگلی گرمسیری و موزه‌های متعدد جزء جاذبه‌های دیدنی آن است. آب و هوای این شهر در تمام طول سال گرم و شرجی است.
بزرگ‌ترین هتل شهر گوایاکیل هتل هیلتون کولون است.

## فوتبال
یکی از بهترین تیم‌های اکوادور با نام بارسلونا نیز در این شهر به وجود آمده‌است.
ورزشگاه مونومنتال لسیدرو رومرو کاربو با گنجایش ۵۷ هزار نفر، بزرگ‌ترین استادیوم اکوادور و دوازدهمین استادیوم بزرگ در آمریکای جنوبی است.

## نگارخانه

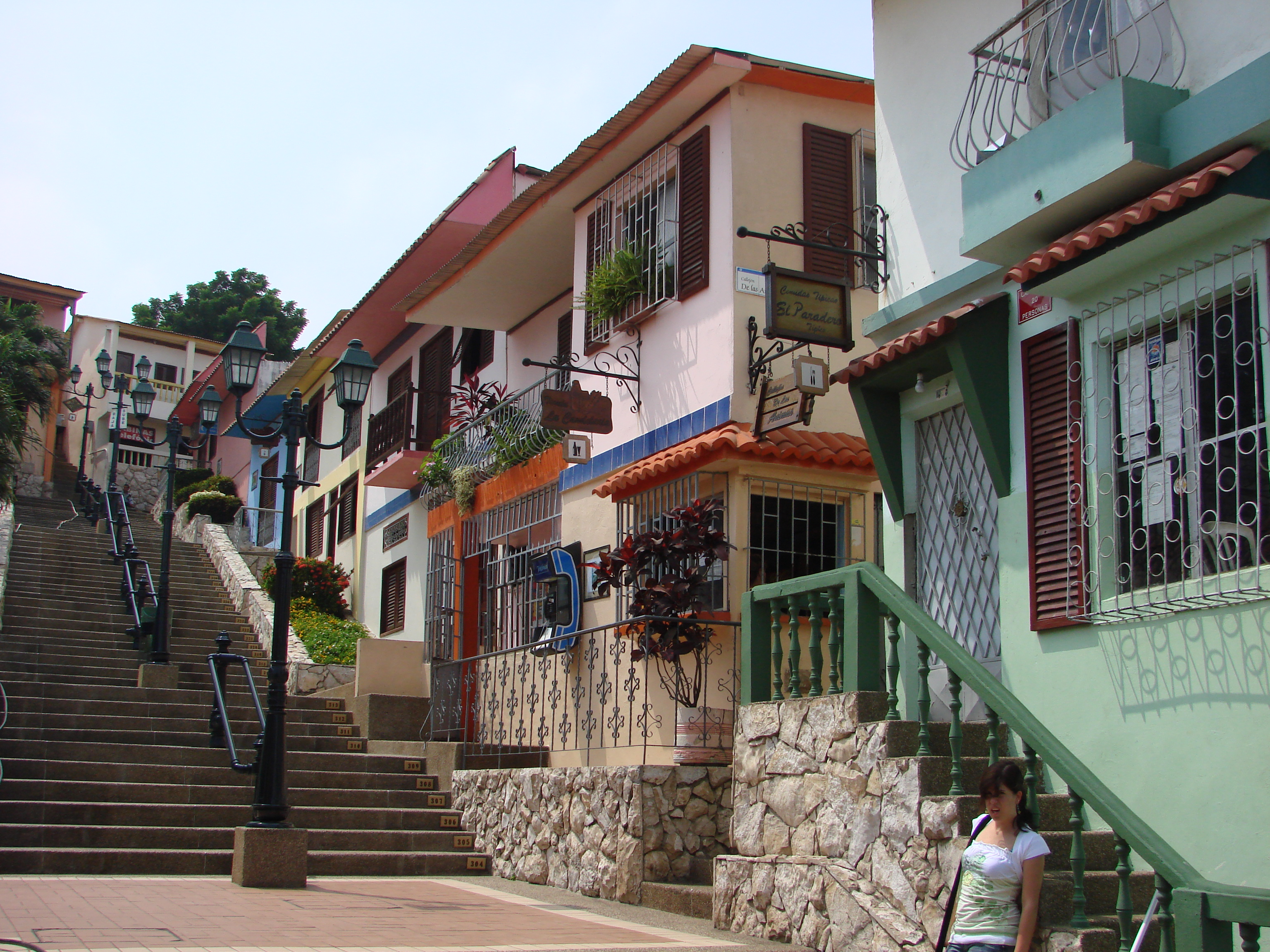
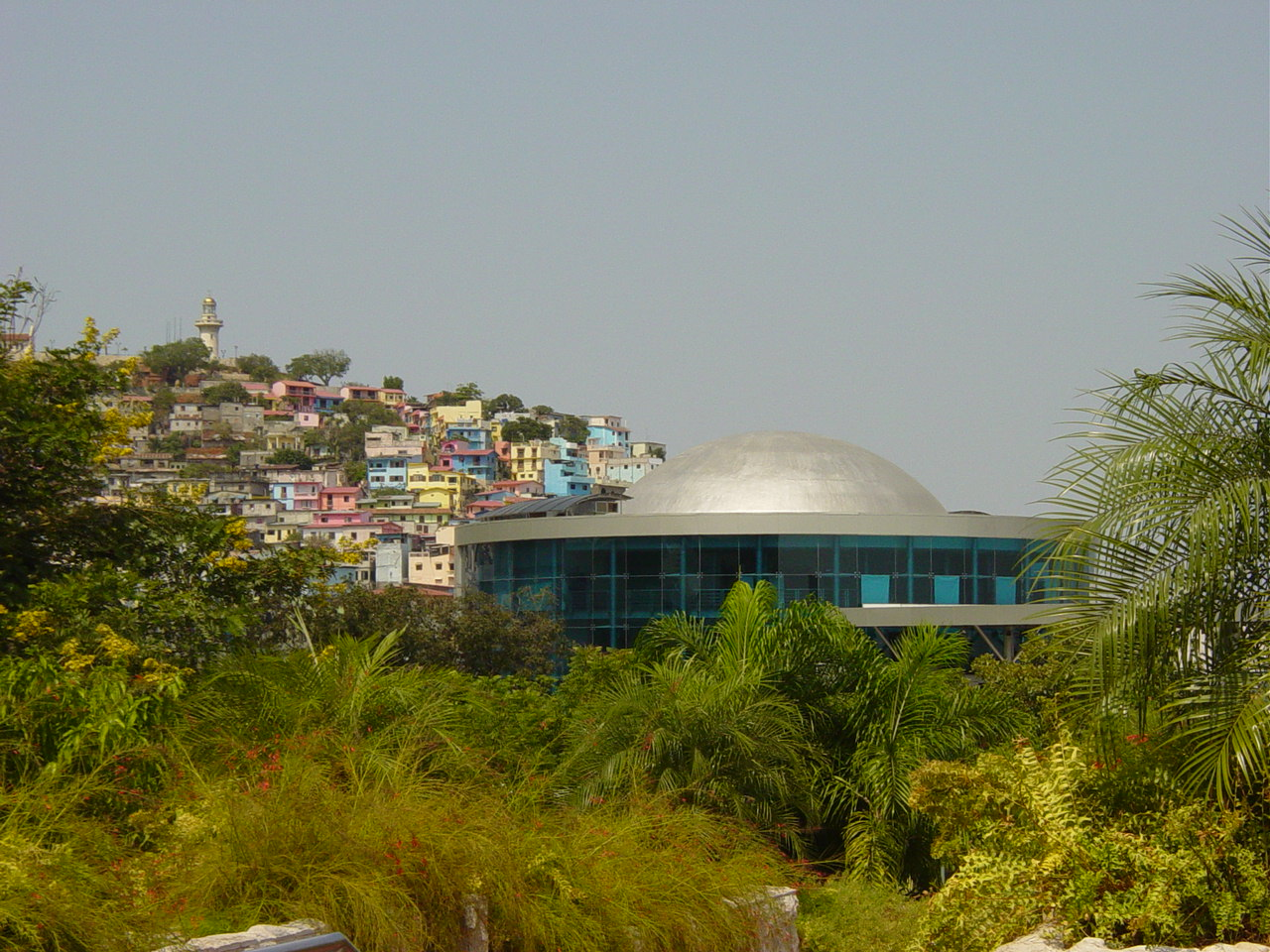
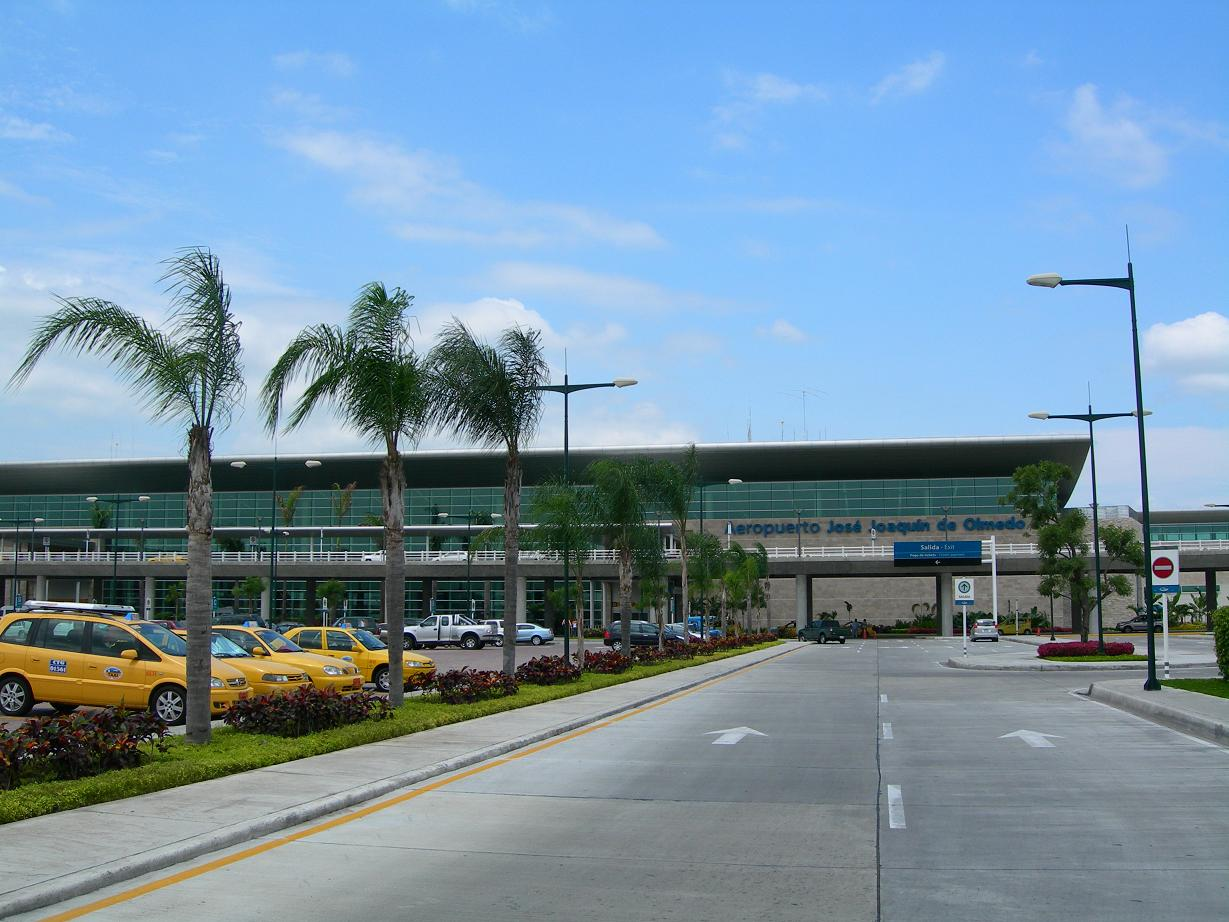
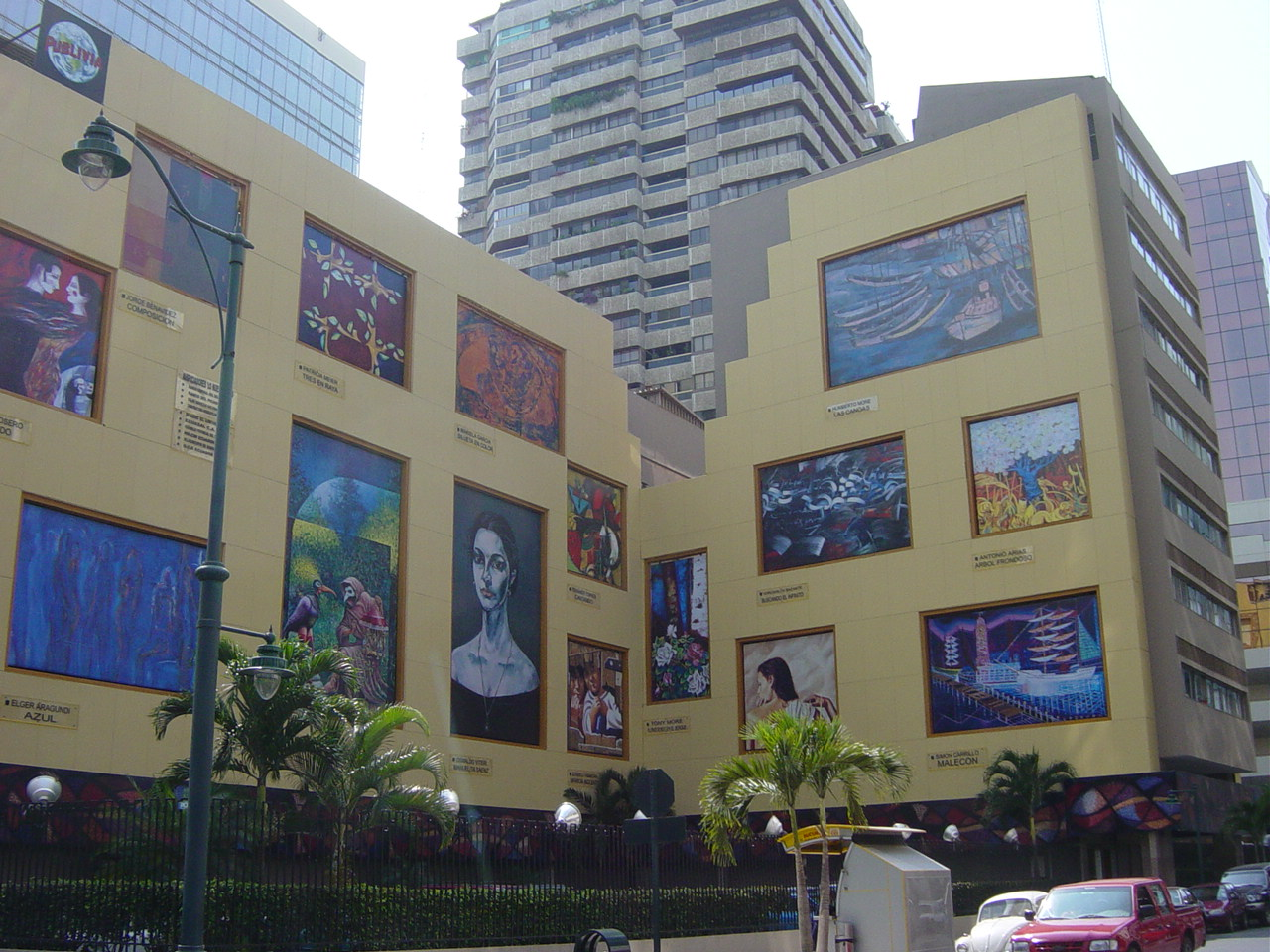
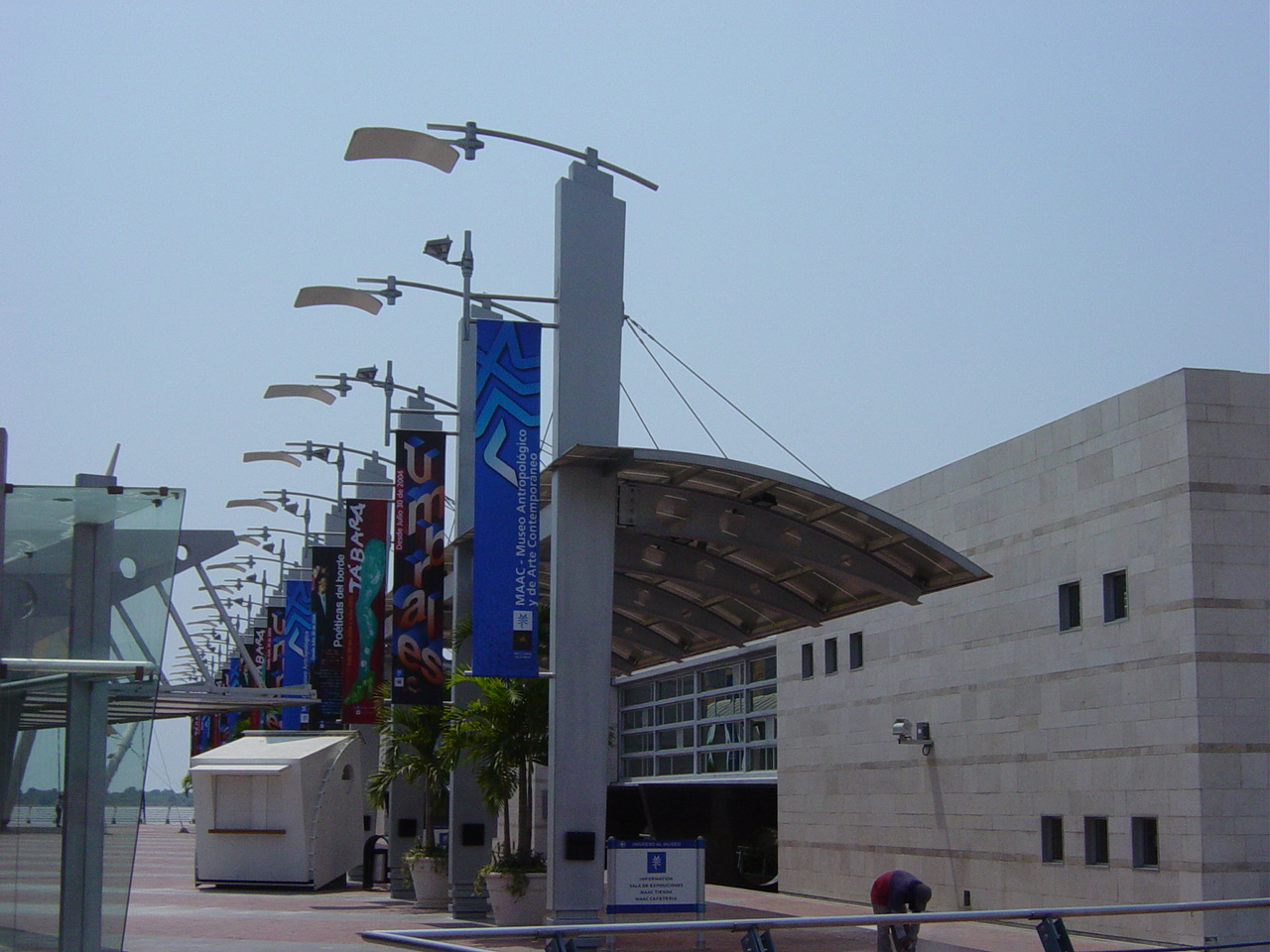
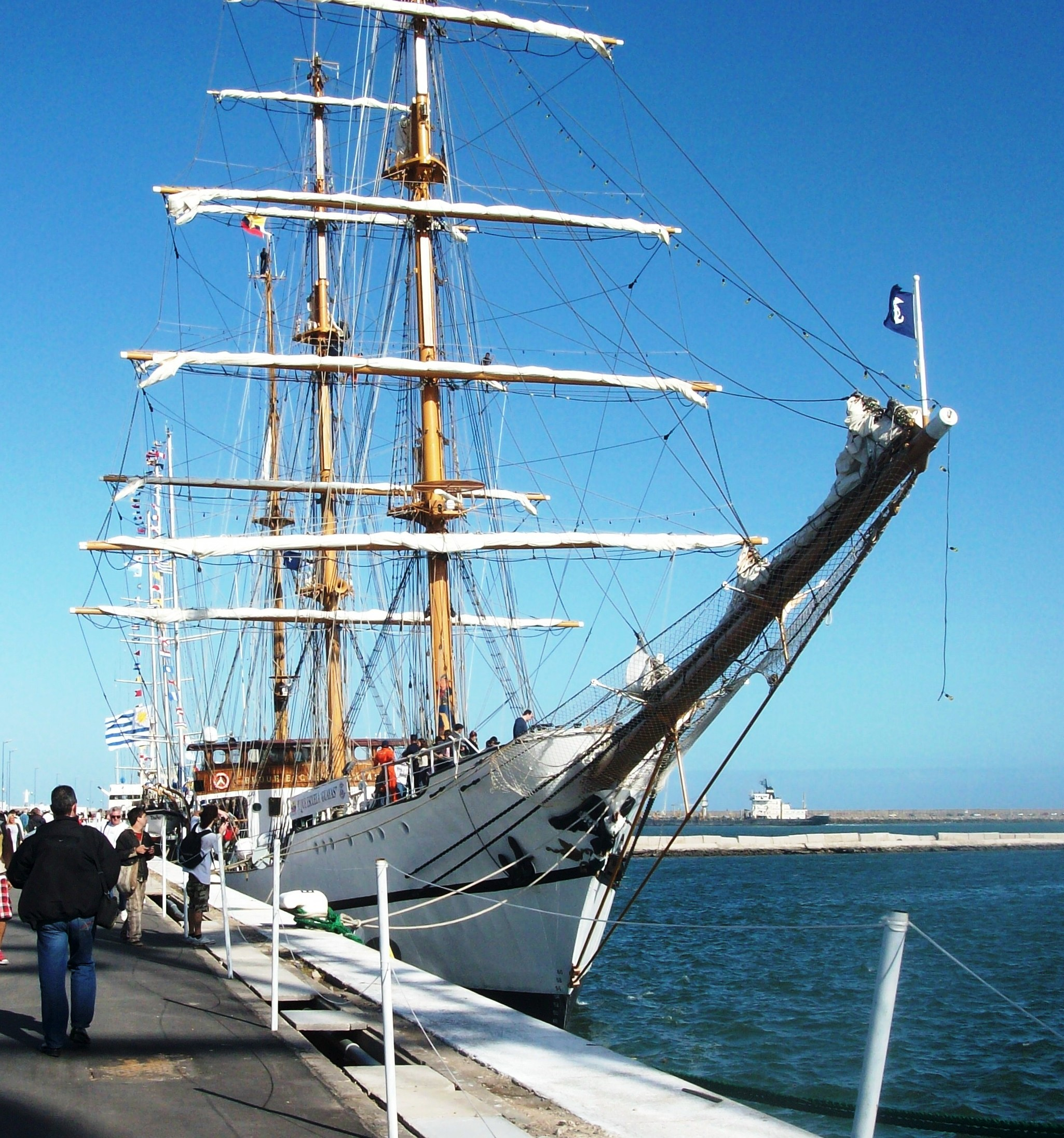
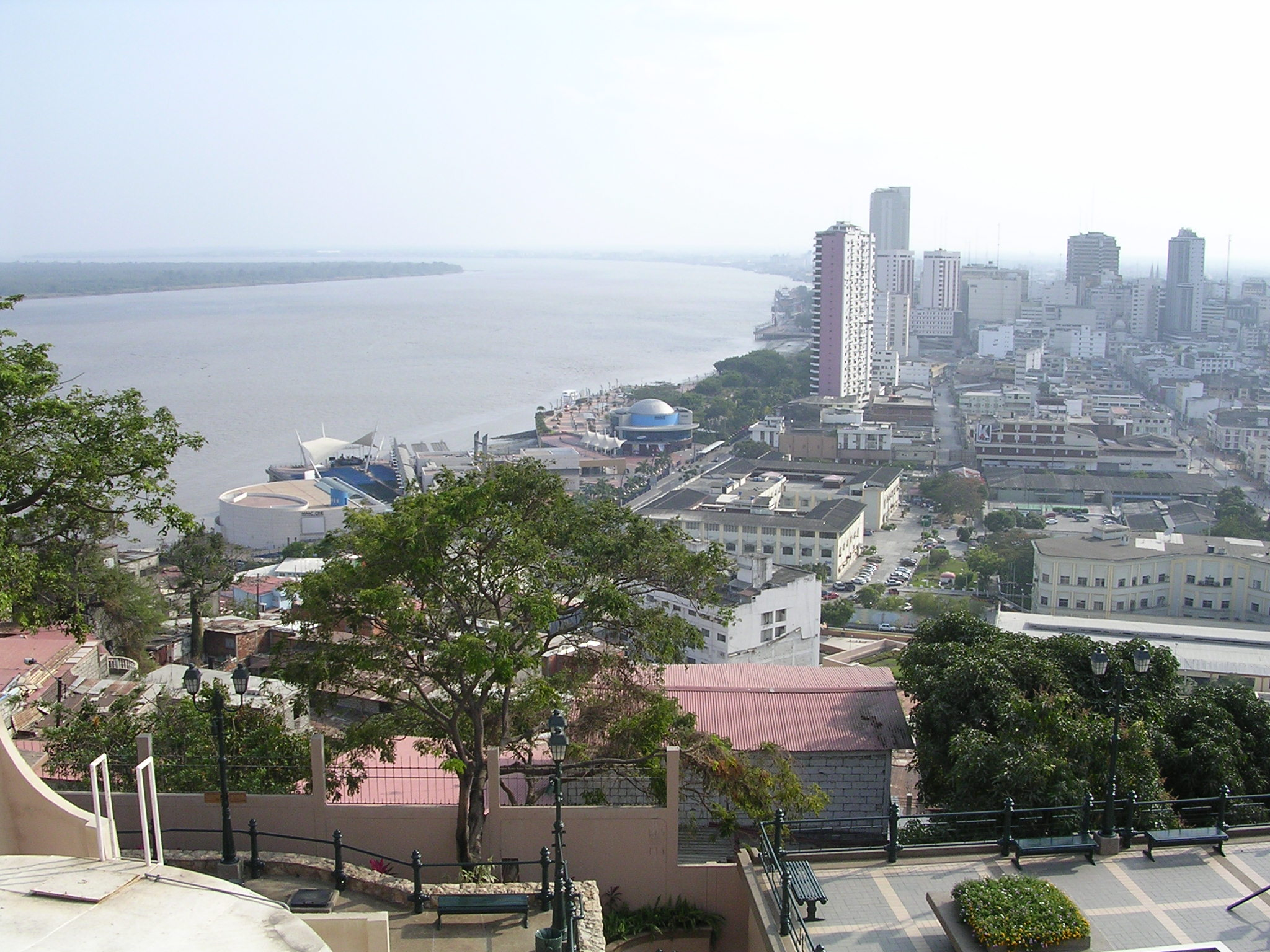
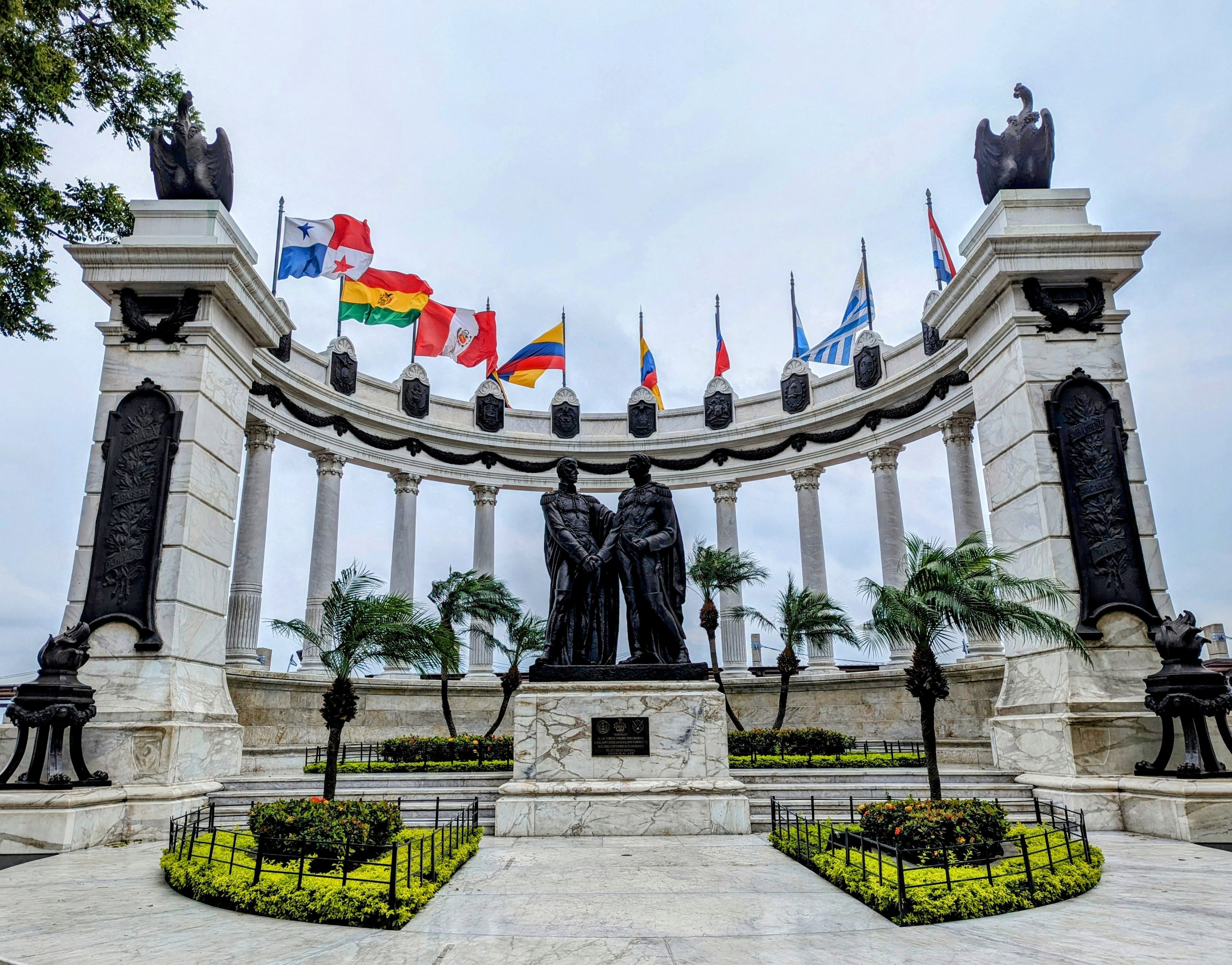